# Eufrozina Bugarska
Eufrozina (Ефросина) (? – prije 1308.) bila je carica Bugarske, prva supruga cara Teodora Svetoslava.
Njen je otac bio bogati Manuks (Mankus).
Eufrozinino je rodno ime bilo Enkona.
Teodor i Enkona-Eufrozina vjenčali su se na dvoru Nogaj-kana. Teodorova je sestra Elena postala ženom kanova sina Chake.
Eufrozina i Teodor bili su roditelji cara Georgija Tertera II. Nakon smrti carice Eufrozine, Teodor je oženio Teodoru Paleolog.